# Allée couverte du Bois de Champignolle

Schema Galeriegrab -

Die Allée couverte du Bois de Champignolle (auch Dolmen Chene genannt) ist ein nach dem benachbarten Bauernhof benanntes Galeriegrab im Forêt de Thelle, etwa 4,0 km nordöstlich von Flavacourt, bei Gisors im Département Oise in Frankreich.
Das im frühen 20. Jahrhundert entdeckte und aller Deckenplatten beraubte Galeriegrab der Seine-Oise-Marne-Kultur (SOM-Kultur) ist wie alle Megalithanlagen dieser Kultur in Vor- und Hauptkammer unterteilt und mit den Resten eines Seelenloches ausgerüstet. Die Gesamtlänge der Anlage beträgt etwa 8,5 m und ihre Breite erreicht etwa 1,8 m. Zwei der Steine zeigen Spuren von Schleifrillen.
Die Ausgrabung der Allée couverte erbrachte trepanierte Schädel, die auch in anderen Seelenlochanlagen der SOM-Kultur gefunden wurden.
Der Menhir „La Borne du Bois Madame“ steht 900 m oberhalb des Galeriegrabes in Sérifontaine. Der Menhir erhielt den Spitznamen „Haute-Borne“ oder „Pierre-de-l’Horloge“. Nach dem Volksglauben waren dort mittags die 12 Schläge der Uhr zu hören.